# Jeremy Rifkin
Jeremy Rifkin (Denver, 1945) é um escritor estadunidense, autor dos best-sellers O Fim dos Empregos e O Século da Biotecnologia, ambos traduzidos para mais de quinze idiomas.

## Biografia
Desde 1994, Rifkin tem atuado como membro do Wharton Scholl's Executive Education Program, onde oferece palestras a dirigentes de empresas e administradores seniores de todo o mundo, tratando das novas tendências na ciência e na tecnologia e de suas influências na economia, sociedade e ambientes globais. Ele é presidente da Foundation on Economic Trends, em Washington D.C. Crítico ferrenho da energia nuclear e de organismos geneticamente modificados, Jeremy Rifkin faz em seu livro A Economia do Hidrogênio uma jornada estarrecedora pela próxima grande era comercial da história. Ele prevê o surgimento de uma nova economia sustentada pelo hidrogênio, a qual mudará fundamentalmente nossas instituições políticas, econômicas e sociais.

## Obras
Dentre as obras de Rifkin publicadas em português, se destacam:
- (1999) O Século da Biotecnologia (The Biotech Century)
- (2001) A Era do Acesso (The Age of Access)
- (2003) A Economia do Hidrogênio (The Hydrogen Economy)
- (2004) O Fim dos Empregos (The End of Work)
- (2005) O Sonho Europeu (The European Dream)
- (2012) A Terceira Revolução Industrial (The Third Industrial Revolution)
- (2015) Sociedade com Custo Marginal Zero (The Zero Marginal Cost Society)